# Mua bán dịch vụ trực tuyến
Mua bán dịch vụ trực tuyến là quá trình mà người tiêu dùng với doanh nghiệp, doanh nghiệp với các đối tác trực tiếp mua bán dịch vụ mà không thông qua một dịch vụ trung gian, tất cả các quá trình trao đổi giao dịch diễn ra qua Internet. Các dịch vụ trực tuyến như vô hình nhưng trên mạng là một gói sản phẩm trọn bộ cho người bán và người mua thỏa thuận thông qua các gian hàng ảo, các cửa hàng trực tuyến tương tự cửa hàng vật lí ở các chợ, trung tâm mua sắm.